# Remilly-Aillicourt
Remilly-Aillicourt är en kommun i departementet Ardennes i regionen Grand Est (tidigare regionen Champagne-Ardenne) i nordöstra Frankrike. Kommunen ligger  i kantonen Raucourt-et-Flaba som ligger i arrondissementet Sedan. År 2022 hade Remilly-Aillicourt 762 invånare.

## Befolkningsutveckling
Antalet invånare i kommunen Remilly-Aillicourt
Referens: INSEE